# 琳达·埃弗勒
琳达·埃弗勒（德語：Linda Efler，1995年1月23日—），德国女子羽毛球運動員。

## 簡歷

### 2014年
2014年2月，琳达·埃弗勒代表德国参加瑞士巴塞爾举办的歐洲女子羽毛球團體錦標賽，助德国队赢得女子團體季军。同年5月，她与马文·埃米尔·塞德尔出战希臘羽毛球國際賽，在混双準决赛以0比2（12-21、24-26）不敌赛会头号种子、爱尔兰强档的山姆·马吉/克洛伊·马吉。

### 2015年
2015年3月，琳达·埃弗勒与马文·埃米尔·塞德尔出战羅馬尼亞羽毛球國際賽，在混双準決賽以0比3（14-15、7-11、6-11）不敌印度强档的塔伦·科纳/斯基·雷迪。同年4月，她与马文·埃米尔·塞德尔出战荷蘭羽毛球國際賽，在混双準决赛以1比2（21-12、15-21、17-21）不敌赛会2号种子、丹麦强档的卡斯珀·安东森/阿曼达·马德森。同期5月，她与拉腊·克普莱因出战斯洛文尼亞羽毛球國際賽，在女双决赛以2比1（21-18、19-21、21-18）击败了英格兰强档的克洛伊·比尔切/珍妮·沃尔沃克，赢得国际赛女双冠军，亦是她首个國際系列賽女双冠军。同样5月，她与马文·埃米尔·塞德尔出战西班牙羽毛球國際賽，在混双决赛以2比0（21-16、21-12）击败了英格兰强档的格雷戈里·梅尔斯/珍妮·穆尔，赢得国际赛混双冠军，亦是她首个國際挑戰賽混双冠军。同年7月，她代表德國杜伊斯堡-埃森大学出戰韓國光州市舉行的世界大學生運動會羽毛球比賽。同年12月，她与马文·埃米尔·塞德尔出战意大利羽毛球國際賽，在混双準决赛以0比2（14-21、10-21）不敌赛会头号种子、丹麦强档的尼克拉斯·诺尔/萨拉·蒂格森。

### 2016年
2016年2月，琳达·埃弗勒代表德国参加俄羅斯喀山举办的歐洲女子羽毛球團體錦標賽，助球队赢得女团季军。同年3月，她与马文·埃米尔·塞德尔出战奧爾良羽毛球國際挑戰賽，在混双準决赛以1比2（19-21、21-14、18-21）不敌荷兰强档的羅賓·塔博林/薩曼塔·巴寧。同年4月，她与拉腊·克普莱因出战芬蘭羽毛球公開賽，在女双準决赛以0比2（6-21、12-21）不敌赛会头号种子、荷兰强档的萨曼塔·巴宁/伊里斯·塔博林。同年12月，她与马文·埃米尔·塞德尔出战愛爾蘭羽毛球公開賽，在混双準决赛以1比2（21-18、15-21、13-21）不敌荷兰强档的罗宾·塔博林/谢丽尔·塞尔宁。

### 2017年
2017年2月，琳达·埃弗勒代表德国参加波蘭盧賓举办的歐洲羽毛球混合團體錦標賽，助球队赢得混团季军。同年7月，她分别与伊莎贝尔·赫特里克以及馬文·埃米爾·塞德爾出战白夜羽毛球賽，在女双準决赛以0比2（20-22、18-21）不敌赛会头号种子、俄罗斯强档的安娜斯塔西亞·切爾維亞科娃/奧爾佳·莫羅佐娃；而混双决赛以2比1（18-21、21-16、21-15）战胜了队友的馬克·拉姆斯富斯/伊莎貝爾·赫特里克，赢得国际赛混双冠军。同年9月，她与馬文·埃米爾·塞德爾出战韓國羽毛球超級賽，在混双準决赛以0比2（18-21、12-21）不敌赛会4号种子、印尼强档的普拉文·乔丹/戴比·苏珊托。

### 2018年
2018年1月，琳达·埃弗勒与奥尔佳·科农出战愛沙尼亞羽毛球國際賽，在女双準决赛以1比2（21-8、17-21、14-21）不敌赛会头号种子、俄罗斯强档的叶卡捷琳娜·博洛托娃/艾莉娜·达夫列托娃。同年2月，她代表德国参加俄羅斯喀山举办的歐洲羽毛球女子團體錦標賽，助球队赢得女团亚军。同年6月，她与马文·埃米尔·塞德尔出战美國羽毛球公開賽，在混双决赛以0比2（19-21、15-21）不敌赛会5号种子、奥运亚军的陳炳順/吳柳螢，赢得亚军。同期6月，她与马文·埃米尔·塞德尔出战加拿大羽毛球公開賽，在混双準决赛以0比2（15-21、11-21）不敌赛会头号种子、英格兰强档的马库斯·埃利斯/劳伦·史密斯。同年10月，她分别与伊莎贝尔·赫特里克以及马文·埃米尔·塞德尔出战薩洛盧羽毛球公開賽，在女双準决赛以0比2（16-21、13-21）不敌印尼强档的尼·克图特·马哈德维·伊斯特拉尼/里基·艾美莉雅·普拉蒂普塔；而混双準决赛以0比2（14-21、19-21）不敌赛会头号种子、英格兰强档的马库斯·埃利斯/劳伦·史密斯。

## 主要比賽成績
只列出曾進入準決賽的國際賽事成績：
| 年份   | 賽事                       | 公開賽級別 | 項目     | 拍檔               | 成績   |
| ------ | -------------------------- | ---------- | -------- | ------------------ | ------ |
| 2014年 | 歐洲女子羽毛球團體錦標賽   | 其他       | 女子團體 | －                 | 季軍   |
| 2014年 | 希臘羽毛球國際賽           | 國際系列賽 | 混合雙打 | 马文·埃米尔·塞德尔 | 準決賽 |
| 2015年 | 羅馬尼亞羽毛球國際賽       | 國際系列賽 | 混合雙打 | 马文·埃米尔·塞德尔 | 準決賽 |
| 2015年 | 荷蘭羽毛球國際賽           | 國際系列賽 | 混合雙打 | 马文·埃米尔·塞德尔 | 準決賽 |
| 2015年 | 斯洛文尼亞羽毛球國際賽     | 國際系列賽 | 女子雙打 | 拉腊·克普莱因      | 冠軍   |
| 2015年 | 西班牙羽毛球國際賽         | 國際挑戰賽 | 混合雙打 | 马文·埃米尔·塞德尔 | 冠軍   |
| 2015年 | 意大利羽毛球國際賽         | 國際挑戰賽 | 混合雙打 | 马文·埃米尔·塞德尔 | 準決賽 |
| 2016年 | 歐洲女子羽毛球團體錦標賽   | 其他       | 女子團體 | －                 | 季軍   |
| 2016年 | 奧爾良羽毛球國際挑戰賽     | 國際挑戰賽 | 混合雙打 | 马文·埃米尔·塞德尔 | 準決賽 |
| 2016年 | 芬蘭羽毛球公開賽           | 國際挑戰賽 | 女子雙打 | 拉腊·克普莱因      | 準決賽 |
| 2016年 | 愛爾蘭羽毛球公開賽         | 國際挑戰賽 | 混合雙打 | 马文·埃米尔·塞德尔 | 準決賽 |
| 2017年 | 歐洲羽毛球混合團體錦標賽   | 其他       | 混合團體 | －                 | 季軍   |
| 2017年 | 白夜羽毛球賽               | 國際挑戰賽 | 女子雙打 | 伊莎贝尔·赫特里克  | 準決賽 |
| 2017年 | 白夜羽毛球賽               | 國際挑戰賽 | 混合雙打 | 馬文·埃米爾·塞德爾 | 冠軍   |
| 2017年 | 韓國羽毛球超級賽           | 超級賽     | 混合雙打 | 馬文·埃米爾·塞德爾 | 準決賽 |
| 2018年 | 愛沙尼亞羽毛球國際賽       | 國際系列賽 | 女子雙打 | 奥尔佳·科农        | 準決賽 |
| 2018年 | 歐洲羽毛球女子團體錦標賽   | 其他       | 女子團體 | －                 | 亞軍   |
| 2018年 | 美國羽毛球公開賽           | 超級300賽  | 混合雙打 | 马文·埃米尔·塞德尔 | 亞軍   |
| 2018年 | 加拿大羽毛球公開賽         | 超級100賽  | 混合雙打 | 马文·埃米尔·塞德尔 | 準決賽 |
| 2018年 | 薩洛盧羽毛球公開賽         | 超級100賽  | 女子雙打 | 伊莎贝尔·赫特里克  | 準決賽 |
| 2018年 | 薩洛盧羽毛球公開賽         | 超級100賽  | 混合雙打 | 马文·埃米尔·塞德尔 | 準決賽 |
| 2019年 | 歐洲羽毛球混合團體錦標賽   | 其他       | 混合團體 | －                 | 亞軍   |
| 2019年 | 阿塞拜疆羽毛球國際賽       | 國際挑戰賽 | 混合雙打 | 马文·塞德尔        | 準決賽 |
| 2019年 | 荷蘭羽毛球公開賽           | 超級100賽  | 女子雙打 | 伊莎贝尔·赫特里克  | 準決賽 |
| 2019年 | 薩洛盧羽毛球公開賽         | 超級100賽  | 女子雙打 | 伊莎贝尔·赫特里克  | 準決賽 |
| 2019年 | 賽義德·莫迪羽毛球國際賽    | 超級300賽  | 女子雙打 | 伊莎贝尔·赫特里克  | 準決賽 |
| 2020年 | 歐洲羽毛球男女子團體錦標賽 | 其他       | 女子團體 | －                 | 亞軍   |
| 2021年 | 歐洲羽毛球混合團體錦標賽   | 其他       | 混合團體 | －                 | 季軍   |
| 2022年 | 烏克蘭羽毛球公開賽         | 國際挑戰賽 | 混合雙打 | 琼斯·拉夫利·詹森   | 冠軍   |
| 2022年 | 瑞士羽毛球公開賽           | 超級300賽  | 女子雙打 | 伊莎贝尔·洛豪      | 亞軍   |
| 2022年 | 墨西哥羽毛球國際挑戰賽     | 國際挑戰賽 | 混合雙打 | 琼斯·拉夫利·詹森   | 準決賽 |
| 2022年 | 歐洲羽毛球錦標賽           | 其他       | 女子雙打 | 伊莎贝尔·洛豪      | 亞軍   |
| 2023年 | 歐洲羽毛球混合團體錦標賽   | 其他       | 混合團體 | －                 | 季軍   |
| 2023年 | 歐洲運動會羽毛球比賽       | 其他       | 女子雙打 | 伊莎贝尔·洛豪      | 銅牌   |
| 2024年 | 捷克羽毛球公開賽           | 國際系列賽 | 混合雙打 | Kenneth Neumann    | 準決賽 |
| 2024年 | 海洛羽球公開賽             | 超級300賽  | 女子雙打 | Thuc Phuong Nguyen | 準決賽 |

| 2007-2017年 | 首要超級賽 | 超級賽 | 黃金大獎賽 | 大獎賽 | 國際挑戰賽 | 國際系列賽 | 未來系列賽 | 其他 |

| 2018-2026年 | 總決賽 | 超級1000賽 | 超級750賽 | 超級500賽 | 超級300賽 | 超級100賽 | 國際挑戰賽 | 國際系列賽 | 未來系列賽 | 其他 |

### 奧運會和世錦賽參賽紀錄
|          | 搭檔               | 2018 | 2019 | 2020 | 2021 | 2022 | 2023 |
| -------- | ------------------ | ---- | ---- | ---- | ---- | ---- | ---- |
| 女子雙打 | 伊娃·詹森斯        | 32強 | －   | －   | －   | －   | －   |
| 女子雙打 | 伊莎贝尔·洛豪      | －   | 32強 | －   | 64強 | 64強 | 64強 |
|          |                    |      |      |      |      |      |      |
| 混合雙打 | 马文·埃米尔·塞德尔 | 32強 | 64強 | －   | －   | －   | －   |
| 混合雙打 | 琼斯·拉夫利·詹森   | －   | －   | －   | －   | 64強 | 32強 |